# Болеслав III Расточитель
Болеслав III Расточитель (чеш. Bolesław III Rozrzutny; 23 сентября 1291 года — 21 апреля 1352 года) — князь Легницкий и Вроцлавский (1296—1311, совместно с братьями), князь Калишский (1306—1307), князь Опавский (1308—1311), Бжегский (1311—1352), Легницкий (1312—1342), Намыслувский (1323—1338 и 1342), с 1329 года вассал короля Чехии.
Болеслав III был старшим сыном и шестым ребёнком князя Вроцлавского и Легницкого Генриха V Брюхатого и великопольской княжны Елизаветы Калишской.

## Биография

### Юные годы
Отец Болеслава Генрих умер, когда Болеславу было 5 лет. Опекунами над малолетними князьями стали мать Болеслава — Елизавета (умерла в 1304 году) и младший брат Генриха — князь Яворский Болеслав I Суровый (до своей смерти в 1301 году). В 1301-1302 годах опекуном был епископ Вроцлавский Генрих Вержбна, который менее чем через год был отстранён от опеки над юными князьями из-за предполагаемого казнокрадства. Произошло это скорее всего с ведома и даже по заказу короля Чешского и Польского Вацлава II, для которого контроль над богатым и стратегически важным Вроцлавом был чрезвычайно важным. Для того чтобы князь Легницко-Вроцлавский ещё больше зависел от него, Вацлав II забрал в 1302 году Болеслава к своему двору в Прагу, где год спустя выдал за него замуж свою младшую семилетнюю дочь Маркету.
Болеслав сделался близким родственником короля и его потенциальным наследником. Сначала, учитывая тот факт, что у Вацлава II был сын, это не имело для Болеслава большого значения, но уже в 1305 году, после внезапной смерти Вацлава II и убийства годом позже Вацлава III в Оломоуце, особа молодого силезского князя приобрела важное значение. Болеслав тогда попытался вступить в борьбу за часть наследства чешской династии Пржемысловичей, приняв на себя титул наследника Польского королевства.
Но силы князя Вроцлавско-Легницкого были слишком малы, чтобы эффективно конкурировать за наследство Пржемысловичей с новыми королями Чехии Рудольфом III Габсбургом, Генрихом Хорутанским и Яном Люксембургом. Шанс на овладение польским наследием также пропал после того, как в 1307 году князь Генрих III Глоговский захватил Калиш. Единственное значительное приобретение Болеслава III — это Опавская земля, которую в 1308 году ему подарил король Чехии Генрих Хорутанский, но уже в 1311 году Болеслав вернул ее согласно заключённому в Оломоуце договору. За уступку Опавы Болеслав получил 8000 чистого серебра от Микулаша I Опавского, стремившегося вернуть свое княжество.

### Раздел Вроцлавско-Легницкого княжества
Из-за внешней политики Болеслава III экономика Вроцлавско-Легницкого княжества была подорвана. В 1311 году под давлением недовольных таким оборотом дела вельмож Болеслав был вынужден разделить княжество между собой и двумя младшими братьями Генрихом и Владиславом. Княжество должно было быть разделено на три части: Вроцлав, Легниц и Бжег. Самым бедным уделом был Бжег, поэтому владельцы других двух уделов должны были выплатить выбравшему Бжег 50000 гривен. Первым удел выбирал Болеслав III, и его решение забрать маленькое Бжегское княжество удивило всех. Возможно, Болеслав хотел продолжать политику с большим размахом, на которую требовались деньги. Из этих планов так ничего и не вышло, действия же Болеслава привели к потере им в пользу брата Генриха VI наиболее значимой части отцовского наследства — Вроцлава.
Однако поначалу решение Болеслава казалось правильным, так как уже в 1312 году ему удалось лишить младшего из братьев, Владислава, его Легницкого княжества, так как Владислав не выполнил своих обязательств по выплате компенсации в размере 25000 гривен.

### Войны с глоговскими князьями
В 1312 году Болеслав III и Генрих VI Добрый заключили союз с князем Малопольским Владиславом Локетеком, желая общими силами разорить владения князей Глоговских, ответственных за преждевременную смерть Генриха V Брюхатого, отца Болеслава и Генриха. Война продолжалась с 1312 по 1317 годы и долго не приносила успехов ни одной из сторон. Владислав I Локетек захватил большую часть Великой Польши, но его союзники смогли присоединить к своим владениям только Ураз (Генрих VI Добрый), Волув и Любёнж (Болеслав III).
Воспользовавшись кратковременной передышкой в Силезии, Болеслав решил вмешаться в дела Чехии, где поддержал Яна Люксембурга в его борьбе с оппозицией. Эта политика принесла Болеславу III значительные доходы в 1321—1322 годах, а затем и титул наместника королевства Чехии на время пребывания короля Яна в Германии и Италии.
В 1321 году снова вспыхнула война с князьями глоговскими, которая продолжалась до 1323 года. Эта война, получившая название «война коалиций», в которой Болеслава поддержали его брат Генрих VI Добрый, князь опольский Болеслав II и Владислав Локетек, была для него более удачной: согласно заключенному 10 августа 1323 года во Вроцлаве мирному договору он получил от князя Олесницкого Конрада I Намыслувское княжество с городами Намыслув, Бычина и Ключборк.

### Конфликт с братом Генрихом VI
В 1322 году стали ухудшаться отношения между Болеславом и его младшим братом Генрихом. Причиной этому послужил отказ Генриха поддерживать слишком агрессивную политику брата (о чём свидетельствует заключение сепаратного мира с Конрадом Олесницким) и желание Болеслава вернуть Вроцлав. В начале 20-х годов XIV века Болеслав выступил с предложением поменять Легницу на Вроцлав. Конечно, Генрих VI такого невыгодного обмена не принял. Дело дошло до вооруженных столкновений между братьями. В результате Генрих, не имевший наследников мужского пола, стал искать поддержку у более сильных соседей. Сначала он обратился к новому польскому королю Владиславу Локетеку с предложением принести ему ленную присягу, а после своей смерти передать  Владиславу свое княжество в обмен на помощь. Но польский король отказал Генриху VI в помощи, опасаясь ввязываться в войну с Люксембургами. Тогда Генрих попросил помощи у императора Священной Римской империи Людвига IV Виттельсбаха, которому 20 апреля 1324 года принес ленную присягу в обмен на гарантию, что Вроцлав унаследует дочь Генриха. Действия Генриха вынудили Болеслава начать войну, но каждая попытка захватить княжество разбивалась о могучие стены Вроцлава.
В 1327 году произошли радикальные изменения, когда королю Яну Люксембургу во время экспедиции во владения Владислава Локетека удалось склонить Генриха отменить договор с императором Людвигом и сделать наследником княжества Вроцлавского короля Чехии, благодаря чему Болеслав III и его потомки гарантировано лишались возможности унаследовать Вроцлав.
На рубеже 1327 и 1328 годов Болеслав ещё раз попытался взять Вроцлав, воспользовавшись отсутствием короля Яна в Чехии, и вторгся во владения брата. Но эта попытка также потерпела неудачу у стен столицы княжества.

### Потеря независимости и последние годы жизни
В 1329 году в Силезию неожиданно вернулся младший брат Болеслава — Владислав, лишённый в 1312 году своего Легницкого княжества. Воспользовавшись этим фактом, Ян Люксембург склонил Владислава отказаться от Легницы в пользу Чешской короны. Данное обстоятельство поставило Болеслава в критическое положение, так как он был не в состоянии мериться силами с королём Чехии, у которого теперь был постоянный повод к войне. 9 мая 1329 года во Вроцлаве Болеслав присягнул королю Чехии.
После потери независимости политическая активность Легницкого князя существенно снизилась. Как вассал Яна Люксембурга, Болеслав принимал участие в 1329—1331 годах в его военных походах (На Лужицу в 1329 году и в 1331 году на Глогов).
Так как Болеслав продолжал вести роскошную жизнь, это привело к финансовым проблемам, которые в конечном итоге вынудили его отдать часть своих полномочий (староство Легница, налоги, таможенные доходы и др.).
Постепенное разорение княжества склонило старшего сына Болеслава Вацлава потребовать себе часть наследства. Князь, не желая конфликтовать с сыном, в 1338 году передал ему приобретённые в 1323 году земли Намыслувские. Четыре года спустя Болеслав III передал сыновьям (в совместное владение Вацлава I и Людвика I) княжество Легницкое, а сам удалился со второй женой Екатериной в Бжег, где и провёл последние 10 лет своей жизни.
Болеслав продолжал вести расточительную жизнь, хотя его владения были весьма скромными (он участвовал во всех важных праздниках, например, свадьбе польского короля Казимира Великого и Аделаиды Гессенской в 1341 году в Познани, коронации короля Чехии Карла IV Люксембурга), поэтому 14 января 1344 года был вынужден продать епископу Вроцлава Пржеславу Погореллу город Гродков.
Политика транжирства вынудила церковь дважды наложить на Болеслава проклятие: сначала из-за задержки с погашением задолженности (1337 год), а затем из-за захвата церковного имущества (1340 год). Проклятие было снято только на смертном одре в результате напряженных усилий его сыновей. Несмотря на не очень хорошие отношения с церковью, Болеслав был довольно щедр по отношению к ней, способствовал развитию монастыря в Любёнже и основал два монастыря в Бжеге, францисканский и доминиканский.
Болеслав III Расточитель умер 21 апреля 1352 года от проблем с желудком. Он был похоронен в базилике Любёнжского аббатства.

## Браки и дети
Болеслав III Расточитель был женат дважды. От первого брака с Маркетой (21 февраля 1296 — 8 апреля 1322), дочерью короля Чехии Вацлава II, он имел троих сыновей:
- Вацлав I (1310/1318 — 2 июня 1364), князь Легницкий и Намыслувский
- Людвик I (1313/1321 — 6/23 декабря 1398), князь Легницкий и Бжегский
- Николай (родился и умер 7 апреля 1322)

Второй брак с Екатериной (ум. 5 марта 1358), дочерью бана Хорватии Младена III Шубича, был бездетным. Его вторая жена по завещанию получила Бжегское княжество, которым владела до своей смерти в 1358 году.